# Simón Lecue
Simón Lecue Andrade (Arrigorriaga, 11 febbraio 1912 – Madrid, 25 febbraio 1984) è stato un calciatore spagnolo.
Morì a 72 anni, il 25 febbraio 1984 alla clinica Primero de Octubre di Madrid.

## Carriera

### Club
La prima squadra è il Deportivo Arrigorriaga, in cui ha giocato a 15 anni.
Nel 1929 passa al Baskonia, dove guadagna 60 peseta al mese. Durante la stagione al Baskonia inizia a farsi conoscere ed è conteso tra i maggiori club dei Paesi Baschi. Nel 1930 se lo aggiudica il Deportivo Alavés, che paga 2000 ₧ per acquistarlo e 250 ₧ al mese come stipendio.
Dopo due stagioni a Vitoria passa al Betis Siviglia. Il Deportivo Alavés riceve 18000 ₧ e Lecue 15000 ₧.
Resta a Siviglia per tre stagioni, nella terza è determinante per la vittoria del campionato sotto la guida dell'irlandese Patrick O'Connell.
Nel 1935 il Madrid CF (come si chiamava all'epoca il Real Madrid) lo acquista per 60000 ₧, quasi il doppio di quanto è costato al Betis.
Nella sua prima stagione a Madrid vince la Coppa del Re.
Nel 1942 passa al Valencia, con cui gioca per quattro stagioni vincendo il campionato nella stagione 1943-1944.
Nel 1946 smette di giocare, ma torna in attività nel 1948, prima al Chamberí e poi al Real Saragozza.
Debuttò con il Real Saragozza il 10 ottobre 1948 in una partita vinta per 6-1 contro il Tarrasa.
Con la squadra aragonese ottiene la promozione dalla Tercera alla Segunda División, prima di ritirarsi definitivamente nel 1949.

### Nazionale
Nel 1934 Amadeo García lo convoca per la prima volta in Nazionale per giocare i Mondiali in Italia.
Il 27 maggio 1934, a Genova, Lecue fa il suo esordio e la Spagna vince 3-1 contro il Brasile. Non gioca la partita dei Quarti di finale contro l'Italia (1-1). Scende in campo nella ripetizione ma i padroni di casa vincono 1-0 grazie a un gol di Giuseppe Meazza e la Spagna viene eliminata.
Giocò la sua ultima partita in Nazionale il 3 maggio 1936 a Berna contro la Svizzera. In totale con la Nazionale ha collezionato 7 presenze e un gol.

## Palmarès

### Club
- Campionato spagnolo: 2

Betis: 1934-1935
Valencia: 1943-1944
- Coppa di Spagna: 1

Madrid CF: 1936